# Opel Speedster
L'Opel Speedster est une automobile sportive, développée et produite par Lotus, sous le Type 116, et commercialisée par Opel de 2001 à 2005. Il s'agit d'un châssis en aluminium Lotus recouvert à carrosserie Roadster avec toit targa. Son moteur, placé en position centrale arrière, fut d'abord un 2,2 ℓ atmosphérique de 147 ch, progressivement supplanté par un 2,0 ℓ turbo de 200 ch à partir de 2003. Elle était produite chez Lotus à Hethel, en Angleterre. Sa production a été arrêtée le 12 août 2005.
Elle a été commercialisée en Grande-Bretagne sous le nom de Vauxhall VX220.
Ce petit Roadster, basé sur le châssis en aluminium de la Lotus Elise, a eu pour effet de dynamiser l'image de la marque et d'apporter un peu de fraicheur et d'originalité à sa gamme.
Dès sa commercialisation, la Speedster tranche avec le reste de la gamme d'Opel grâce à ses lignes agressives et effilées. Malgré sa distribution quasi-confidentielle dans des pays comme la France, le roadster garde un très bon accueil du public. Le paradoxe est qu'Opel fit de cette voiture son emblème, tout en ne réussissant à la distribuer qu'à très petite échelle. Ceci est dû en partie au fait que les concessionnaires Opel, plus habitués aux voitures de type berlines et familiales, réservèrent un accueil plutôt froid au petit roadster briseur de coutumes. Il faut quand même reconnaitre que cet accueil n'a pas été partout le même, notamment en Allemagne ou en Angleterre, où le Speedster s'est vendu 7 fois plus qu'en France.
Le constructeur produisit à partir de 2003 des versions plus poussées mécaniquement du petit cabriolet, dont la version Turbo de 200ch, pour la série limitée Scorpions (80 ex. uniquement pour le marché allemand). La version Scorpions est de couleur gris argent métallisé avec jantes et tour de pare-brise de couleur noire, avec un logo Scorpions à l'effigie du groupe de rock allemand du même nom qui a parrainé cette version. Les options pack touring, hard-top et la radio MP3 sont alors livrés d'origine. En cadeau, était également prévue une guitare dédicacée par le groupe. Très peu de propriétaires auront reçu la Gibson Flying V du guitariste du groupe. En effet, pour en bénéficier il fallait commander le Speedster neuf en concession. La deuxième série spéciale dénommée VXR a été diffusée uniquement en conduite à droite par Vauxhall : couleur rouge, jantes 16"/17", sièges baquets inspirés des Lotus Exige, inserts intérieurs carbone, attributs aluminium anodisés noir, et surtout une puissance de 220ch.
Malgré les années, l'équipement de la Speedster reste toujours aussi succinct. En effet, comme les voitures de circuit, celle-ci ne dispose que de peu d'équipements et d'une finition intérieure que certains qualifient de "légère". La qualité et le confort n'étant pas son terrain de prédilection, la Speedster a eu du mal à s'imposer dans la sphère des cabriolets de luxe qui eux, en font une priorité.
D'occasion, ce cabriolet reste cependant une alternative abordable pour les amateurs de sensations fortes disposant d'un budget limité. En effet, les prix restent sensiblement inférieurs à ceux d'une Lotus Elise de la même année à performances équivalentes ; de plus, le 2.2l Ecotec bénéficie d'une bonne fiabilité avec un coût d'entretien raisonnable puisqu'il s'agit d'un moteur de grande série du groupe.